# Мілошовський потік
Мілошовський потік (словац. Milošovský potok) — річка в Словаччині, права притока Чернянки, протікає в окрузі Чадця.
Довжина приблизно 10.6 км. Витік знаходиться в масиві Моравсько-Сілезькі Бескиди — схил гори Великий Полом — на словацько-чеському кордоні — на висоті близько 935 метрів. Протікає територією села Ракова і міста Чадця.
Впадає в Чернянку на висоті приблизно 415—420 метрів.